# Sanilhac-Sagriès
Sanilhac-Sagriès este o comună în departamentul Gard din sudul Franței. În 2009 avea o populație de 851 de locuitori.

## Evoluția populației
| An        | 1975 | 1982 | 1990 | 1999 | 2006 | 2009 |
| --------- | ---- | ---- | ---- | ---- | ---- | ---- |
| Populație | 442  | 525  | 643  | 785  | 826  | 851  |